# لويد أشلي
لويد أشلي (بالإنجليزية: Lloyd Peers)‏ هو لاعب اتحاد الرغبي بريطاني، ولد في 2 فبراير 1991 في Caerphilly ‏ في المملكة المتحدة.